# Пугачова Алла Борисівна
А́лла Бори́сівна Пугачо́ва (рос. Алла Борисовна Пугачёва; нар. 15 квітня 1949, Москва, РРФСР, СРСР) — радянська та російська співачка, композиторка, естрадна режисерка, продюсерка, кіноакторка та телеведуча. Народна артистка СРСР (1991), лауреатка Державної премії Росії (1995).
В її репертуар входить понад 500 пісень російською, англійською, французькою, німецькою, фінською, українською мовами, івритом, а дискографія налічує понад 100 сольних платівок, CD та DVD дисків (включаючи 17 номерних альбомів, 34 сингли і 25 «компіляцій» та збірників). Окрім Росії та країн колишнього СРСР, альбоми Пугачової видавалися в Японії, Кореї, Швеції, Фінляндії, Німеччині, Польщі, Чехословаччині та Болгарії. Загальна кількість дисків перевищила 250 мільйонів екземплярів.
Кар'єра Алли Пугачової ознаменована як усесоюзним, так і міжнародним успіхом на музичній сцені в країнах Європи, Азії та Північної Америки (зокрема США). Нині іменується «примадонною», «королевою естради», «головною співачкою Росії». З 1976 до початку 1990-х років за результатами опитувань всесоюзних музичних хіт-парадів незмінно визнавалася найкращою співачкою року. У закордонній, в тому числі західноєвропейській та американській пресі 1970—1980 років неодноразово визнавалася зіркою № 1 радянської естради, «soviet superstar».
За визначенням багатьох сучасників, Пугачова стала першою вільною співачкою в СРСР та зробила революцію на радянській естраді періоду брежнєвського застою. Зокрема, вона відмовлялася співати офіціозні, ідеологічно «правильні» пісні про КПРС, Леніна, революцію і батьківщину. Натомість вона співала те, що хотіла, — здебільшого ліричні пісні, зокрема на вірші напівзаборонених поетів: Марини Цветаєвої та Осипа Мандельштама, чого не могли собі дозволити інші радянські естрадні виконавці. Багато пісень у її репертуарі мали підтекст, спрямований проти влади, наприклад, «Всё могут короли», або «Делу время». За все це вона неодноразово зазнавала критики в офіційній радянській пресі, її часто називали вульгарною співачкою. Проте в народі появу Пугачової на радянській естраді охрестили як «другий пугачовський бунт», а також склали анекдот, що Брежнєв — дрібний політичний діяч епохи Алли Пугачової.
На сьогодні співачка відійшла від активної творчої діяльності: у 2009 році оголосила про припинення гастролей, а в 2019 році дала останній сольний концерт. Одружена з Максимом Галкіним. Має двох доньок, сина та трьох онуків.

## Біографія
Батьки Алли Пугачової, Зінаїда Архипівна Одегова і Борис Михайлович Пугачов, познайомилися в 1946 році. Обоє були фронтовиками. У 1946 році вони одружилися, а в 1947 році у них народився первісток Геннадій. Однак дитина була хворобливою і померла через кілька місяців після народження. У 1949 році у них народилася донька, яку вони назвали на честь акторки МХАТу Алли Тарасової.

### 1949—1964: Дитинство
Алла Борисівна Пугачова народилася 15 квітня 1949 року в Москві. Все дитинство Алла прожила в Москві на Селянській заставі в Зонточному провулку.
У 1954 році, бувши п'ятирічною дитиною, маленька Алла вперше вийшла на сцену. Вона брала участь у великому збірному концерті в колонному залі Будинку Союзів.
У 1956 році, у віці 7 років, батьки віддали доньку в музичну школу № 31 при музичному училищі ім. М. М. Іпполітова-Іванова. У тому ж році вона пішла в перший клас московської середньої школи № 496. Незважаючи на те, що Пугачова у своїх інтерв'ю неодноразово говорила, що була в школі відмінницею, в атестаті вона мала й четвірки, і навіть трійки (з географії, хімії, іноземної мови, креслення, фізичного виховання).
Пугачова зростала у дворовому післявоєнному середовищі. Як відзначають деякі біографи, це потім позначилося на її характері. Однокласники згадували, що в шкільні роки у Пугачової були проблеми з поведінкою. За норовливий характер і вміння за себе постояти у дворі та школі їй дали прізвисько Фельдфебель. У 14 років вона почала палити.
У 1964 році Пугачова закінчила музичну школу по класу фортепіано і 8 класів середньої школи та вступила до музичного училища ім. М. М. Іпполітова-Іванова. Попри те, що ще в музичній школі Пугачовій обіцяли майбутнє піаністки, вона обрала диригентсько-хорове відділення.

#### Альтернативна версія
За даними журналістського розслідування Ольги Ходаєвої, справжнім батьком Алли Пугачової був артист московського цирку жонглер, акробат і музичний ексцентрик Йосип Бендицький (артистичний псевдонім — Юрій Бендицький). Під час спільних гастролей у складі фронтової концертної бригади разом із матір'ю Пугачової Зінаїдою Одеговою вони таємно зустрічалися (Й.Бендицький на той час був одружений); у 1942 З.Одегова завагітніла від нього і в 1943 народила дівчинку, яку назвала Аллою.
Щоб не компрометувати Бендицького, Одегова оформила шлюб із важкопораненим льотчиком, який невдовзі помер. Після війни Зінаїда Архипівна одружилася з Борисом Пугачовим, останній удочерив Аллу, дав їй свої по батькові та прізвище.
У 1976 році у друкованому органі ЦК ВЛКСМ журналі «Советская молодёжь» (Рига, Латвійська РСР) Г. Таубін писав:

Алла народилася в родині циркового артиста. Її батько був природженим жонглером

Пісню «Арлекіно» Алла Пугачова неофіційно присвятила Йосипові Бендицькому.
У 1990-х — 2000-х роках у російській пресі оприлюднювалися різні варіанти «справжніх» імені та прізвища Алли Пугачової: Алла Борухівна Міхельсон, Алла Гінзбург, Фаїна Борухівна Певзнер (останнє — з посиланням на працю О. С. Каца «Евреи. Христианство. Россия» (1997).

### 1965—1976: Від «Робота» до «Арлекіно»: Початок творчого шляху

#### 1965—1968: Навчання у музичному училищі. Перші записи та виступи
У листопаді 1965 року, бувши студенткою другого курсу училища, Пугачова вирушила у свою першу гастрольну поїздку з Мосестрадою в складі збірної естрадної програми А. Лівшиця та А. Левенбука «Піф-Паф, або Сатиричні постріли по промахах». Виступи проходили в Кіровській, Пермській, Свердловській, Тюменській та Омській областях. По поверненні з поїздки в грудні 1965 року для програми «Доброго ранку!» Всесоюзного радіо вона записала свою першу пісню «Робот».
На початку 1966 року на Пугачову вийшов маловідомий композитор Володимир Шаїнський. Для Всесоюзного радіо Пугачова записала його пісні «Как бы мне влюбиться», «Не спорь со мной», «Дрозды». Незабаром «Как бы мне влюбиться» і «Не спорь со мной» перемогли в конкурсі «Пісня місяця», що проводило Всесоюзне радіо.
У квітні 1967 року Пугачова познайомилася з поетом-бардом, працівником радіостанції «Юність» Борисом Вахнюком. За його запрошенням вона стала учасницею агітбригади радіостанції «Юність» і вирушила на гастролі по Тюменській області на теплоході по річках Іртишу і Обі. У складі агітбригади Пугачова виступала перед геологами, нафтовиками, геофізиками, буровиками, будівельниками та оленярами Крайньої Півночі. Вона виконувала 3 пісні: «Король, цветочница и шут» (Володимира Шаїнського), «Просто очень люблю» (Карини Філіппової) і «Единственный вальс» (власного авторства). Після повернення із гастрольної поїздки вона взяла участь у звітному концерті агітбригади на ВДНГ, а також записала дві нові пісні на радіостанції «Юність»: «Джинн» (про геологів та природний газ) і «Не гляди назад»
9 травня 1967 року Пугачова вперше виступила на телебаченні. У прямому ефірі святкового випуску дитячої телепередачі «Будильник» вона виконала пісню «Іду з кіно» (муз. Б. Савельєва, сл. І. Кашежевой)
Восени 1967 Пугачова знову вирушила в поїздку по Заполяр'ї в складі агітбригади радіостанції «Юність». Гастролі пройшли на Ямалі і Новій Землі, в Тюмені, Салехарді, Нефтеюганську, Уренгої, Сургуті та інших містах. Також у складі бригади Пугачова виступила на Інгурській ГЕС. Із невеликими перервами вона гастролювала аж до березня 1968 року.
Тривалі гастролі, а внаслідок цього довгі відсутності в училищі негативно позначилися на навчальному процесі Пугачової. Через це в травні 1968 року її не допустили до складання випускних держіспитів, і вона не була дипломована. Рішенням керівництва училища її направили на стажування вчителькою музики і співу в московську середню школу № 621. Учителькою Пугачова пропрацювала пів року: з вересня 1968 по січень 1969 рр. Нарешті, у травні 1969 року вона склала держіспити та закінчила диригентсько-хорове відділення музичного училища за спеціальністю «Диригування хором» із присвоєнням їй кваліфікацій «Диригент хору», «Учитель співу в загальноосвітній школі», «Викладач сольфеджіо в дитячій музичній школі».

#### 1969—1974: Початок професійної кар'єри
У березні 1969 року Пугачова влаштувалася солісткою і концертмейстером у Державне училище циркового та естрадного мистецтва (ДВЦЕМ). Там вона познайомилася з цирковим артистом-клоуном Міколасом Орбакасом, її майбутнім чоловіком. Влітку 1969 року Пугачова зі студентами ДВЦЕМ, в тому числі з Орбакасом вирушила на гастролі по областях середньої смуги Росії у складі збірної естрадної програми «Бумажный кораблик».
8 жовтня 1969 року Пугачова одружилася з Міколасом Орбакасом. У шлюбі з ним вона офіційно носила прізвище Орбакене, однак у концертах виступала під дошлюбним прізвищем Пугачова.
У жовтні 1969 року Пугачова звільнилася з ДВЦЕМ і влаштувалася до Липецької філармонії солісткою ВІА «Новый электрон» під керівництвом Валерія Приказчикова. Крім концертів у Липецьку, Липецькій та прилеглих областях, Пугачова в складі ансамблю гастролювала по багатьох маленьких містечках, селищах і селах Крайньої Півночі в Архангельській області, республіках Комі і Карелії.
У серпні 1970 року Пугачова звільнилася з Липецької філармонії та ВІА «Новый электрон». Вона влаштувалася у Росконцерт солісткою Московської обласної філармонії, де в той час працював її чоловік Міколас Орбакас. Від філармонії спільно з чоловіком Пугачова виступала в збірних концертах по Сибіру і на Далекому Сході, а в новорічні свята вони підробляли, граючи новорічні ранки в дитячих садках Підмосков'я. Пугачова виступала аж до 7 місяця вагітності і лише у березні 1971 року звільнилася з філармонії і пішла в декретну відпустку.
25 травня 1971 у Пугачової і Орбакаса народилася донька Христина Едмундівна Орбакайте.
Після народження доньки Пугачова деякий час жила на батьківщині чоловіка в Литві у місті Паланга. У декретній відпустці вона пробула недовго і через 6 місяців після пологів, у листопаді 1971 року, стала солісткою ВІА «Москвичи» під керівництвом Геннадія Пузирьова. У складі ансамблю вона виступала з солістами Юлієм (Іюліем) Слободкіним, Олегом Ухнальовим і Георгієм Маміконовим.
Однак у ВІА «Москвичи» Пугачова пропрацювала всього два місяці і в січні 1972 року, звільнившись з ансамблю, стала солісткою естрадного джазового оркестру під керівництвом Олега Лундстрема (Росконцерт). У складі оркестру вона виступала з солістами Дмитром Ромашковим, Майєю Розовою та Валерієм Песельніком, з якими гастролювала по багатьох містах СРСР, а 14—28 вересня 1972 пройшли її перші зарубіжні гастролі: вона взяла участь у фестивалі джазу «Jazz Jamboree» у Варшаві (Польща), а також в концертах по містах Польщі. Також при оркестрі в той час виступав Валерій Ободзинський. У 1972 році, бувши на гастролях в Ленінграді, Пугачова познайомилася з поетом-піснярем Іллею Рєзніком, який відразу написав для неї пісню «Посидим, поокаем». У 1973 році Пугачова взяла участь у концертній програмі оркестру «Нам 15 лет».
У травні 1973 року Пугачова залишила оркестр Лундстрема і знову стала солісткою Московської обласної філармонії, де, як і раніше, працював її чоловік Миколас Орбакас. Бувши солісткою філармонії, Пугачова працювала в жанрі дитячих пісень, зокрема, записала з Едуардом Хілем пісні до музичної аудіоказки «2×2=4».
У листопаді 1973 року Пугачова розлучилася з Міколасом Орбакасом і пішла з Московської обласної філармонії. Вона влаштувалася в Москонцерт і стала солісткою оновленого складу ВІА «Москвичи» під керівництвом Віталія Кретюка. У складі ансамблю вона виступала в Москві та інших містах СРСР. 14 травня 1974 в московському ДК Залізничників відбулася прем'єра концертної програми ансамблю «Ты, я и песня», режисером-постановником якої був Наум Брод, а солістами — Алла Пугачова і Юлій Слободкін. Вони співали переважно дуетом, хоча у Пугачової були і кілька сольних номерів. Аж до жовтня 1974 Пугачова і Слободкін виступали з цією програмою на концертних майданчиках Москви в першому відділенні концертів Романа Карцева та Віктора Ільченка, а також інших більш іменитих зірок.
У жовтні 1974 року Пугачова взяла участь у V Всесоюзному конкурсі артистів естради з піснями «Посидим, поокаем» і «Ермолова с Чистых прудов». За підсумками виступу Пугачовій відмовилися присуджувати призове місце, проте члени журі Йосип Кобзон, Гелена Великанова і Костянтин Орбелян наполягали на тому, щоб молоду солістку не оминули увагою. Врешті-решт, під їх тиском, інші члени журі все ж погодилися присудити Пугачовій «втішну» третю премію, яку вона розділила разом з Шайгеном Айрумяном, Борисом Лехтлааном, Сергієм Морозом і, таким чином, стала лауреатом конкурсу. Першу премію отримали Валерій Чемоданов і Ренат Ібрагімов. Під час цього конкурсу Пугачова познайомилася з людьми, які згодом зіграли важливу роль в її творчій біографії — Євгеном Гінзбургом, Раймондом Паулсом, Костянтином Орбеляном.

#### 1975—1976: ВІА «Весёлые ребята» і «Арлекіно»
Після участі в V Всесоюзному конкурсі артистів естради до Пугачової надійшла пропозиція від керівника ВІА «Весёлые ребята» Павла Слободкіна стати солісткою його ансамблю. Уже в листопаді 1974 року вона звільнилася з ВІА «Москвичи» і стала солісткою ВІА «Весёлые ребята». Оскільки Пугачова за освітою була диригентом хору і вміла добре інтонувати, то спочатку Слободкін ставив її за лаштунки на бек-вокал. Однак незабаром Слободкін став відводити Пугачовій дві пісні в першому відділенні, а потім по дві пісні в обох відділеннях (наприкінці першого і на початку другого).
На початку 1975 Пугачову обрали представником СРСР на XI міжнародному пісенному конкурсі «Золотий Орфей» у Болгарії. Спочатку представляти СРСР повинен був Георгій Мінасян, проте він був усунений від участі через підозри в гомосексуальності. Костянтин Орбелян запропонував Міністерству культури кандидатуру Алли Пугачової, оскільки вона була лауреатом всесоюзного конкурсу. У результаті її кандидатуру було схвалено, і з березня 1975 Пугачова почала підготовку до конкурсу. Вона обрала пісню болгарського автора і виконавця Еміла Димитрова «Арлекино». Павло Слободкін зробив нове аранжування, Борис Баркас написав російський текст, а Пугачова додала сміх в кінці приспівів. У травні 1975 року вона стала «обкатувати» пісню на концертах.
2 червня 1975 року Пугачова відправилася на «Золотий Орфей». 4 червня вона брала участь у конкурсі нових болгарських пісень з піснею «Я вновь хочу увидеть Ленинград», а 5 червня — в міжнародному конкурсі виконавців з піснями «Ты снишься мне» та «Арлекино». Виконання «Арлекино» настільки захопило болгарську публіку, що Пугачовій довелося повторити пісню «на біс». За підсумками виступу журі одноголосно присудило Пугачовій головний приз фестивалю — гран-прі — золоту статуетку Орфея. 4 липня 1975 фестиваль транслювало Центральне телебачення СРСР. З цього моменту Пугачова поступово почала набирати популярність у Радянському Союзі, а пісня «Арлекино» стала її візитною карткою.
Вже 20 липня 1975 року вийшов у світ перший сольний реліз Пугачової — міньйон «Арлекино», на якому вона вперше була представлена як єдиний виконавець. Міньйон склали пісні, що стали популярними: «Арлекино», «Посидим, поокаем» і «Ты снишься мне». Загальний наклад платівки склав 14 мільйонів примірників.
Після «Золотого Орфея» протягом 1975 року Пугачова і ВІА «Весёлые ребята» продовжили гастролювати по СРСР. Пугачову з «Арлекино» Слободкін поставив в кінець другого відділення концерту.
На хвилі успіху Пугачової на «Золотому Орфеї» протягом 1976 року її запрошували на престижні міжнародні фестивалі. У січні 1976 року вона брала участь у міжнародному музичному ярмарку MIDEM в Каннах (Франція), де їй акомпанував ВІА «Песняры». За результатами виступу Пугачову запросили на гастролі в США. У квітні 1976 року Пугачова з ВІА «Весёлые ребята» вирушила до НДР у місячний промо-тур майбутніх гастролей ансамблю. Незважаючи на присутність ансамблю, вся увага публіки приділялася фактично їй, а сам ансамбль сприймався як «доважок до Пугачової». У ході туру вона взяла участь в безлічі збірних концертів і популярних передач на німецькому телебаченні і радіо, записала сингл «Harlekino», про неї зняли документальний фільм. У травні-червні 1976 року Пугачова з ансамблем гастролювала по містах Чехословаччини та Болгарії. У Чехословаччині Пугачова була почесною гостею міжнародного фестивалю «Братиславська ліра», а в Болгарії — почесною гостею фестивалю «Золотий Орфей». У серпні 1976 року вона дала сольний рецитал у рамках концерту зірок XVI міжнародного фестивалю пісні «Sopot-76» у Польщі. У вересні 1976 року Пугачова з ансамблем гастролювала по містах НДР і взяла участь у Шлягер-фестивалі в Дрездені.
Наприкінці 1975 — початку 1976 рр. репертуар Пугачової значно поповнився новими піснями. З часом їй стало відводиться повністю друге відділення в концертах ВІА «Весёлые ребята», і ансамбль поступово став мало не акомпануючим колективом співачки. Це стало викликати невдоволення у багатьох музикантів, а потім і у керівника ансамблю — Павла Слободкіна. На цьому ґрунті між Пугачовою та Слободкіним стався конфлікт, і 30 вересня 1976 вона офіційно звільнилася з ансамблю і Москонцерту.
Після виходу з ВІА «Весёлые ребята» Пугачова в жовтні 1976 року влаштувалася до Росконцерту і стала солісткою естрадно-симфонічного оркестру Вірменії під керівництвом Костянтина Орбеляна. У складі оркестру вона виступала в збірних концертах в московському ГЦКЗ «Росія», де виконувала 4 пісні, одна з яких — «Сто часов счастья» — була написана Орбеляном спеціально для Пугачової. Однак в оркестрі Орбеляна Пугачова пропрацювала недовго. У листопаді 1976 року Пугачова познайомилася з Олександром Стефановичем, в майбутньому — її другим чоловіком. За його порадою вже у грудні 1976 року вона залишила колектив Орбеляна, щоб почати сольну кар'єру. Вона звільнилася із Росконцерту та стала солісткою Москонцерту.
У 1976 році Пугачова вперше стала лауреатом фестивалю «Песня года». У заключному концерті «Песня-76» вона виконала пісню «Очень хорошо» (муз. А. Мажукова, сл. Д. Усманова), що стала популярною. Тоді ж, в 1976 році, Пугачова вперше взяла участь у новорічній телепередачі «Голубой огонёк», причому не тільки як виконавиця, а й як співведуча програми.

### 1977—1978: Після «Арлекіно»: Початок сольної кар'єри. Успіх
Взимку 1977 року в Лужниках Пугачова дає звітний сольний концерт, за результатами якого вона отримує «червоний рядок» від худради Москонцерта, що дає право на сольні виступи в СРСР і за його межами. Так, в 1977 році Пугачова стає вже самостійною сольною співачкою. Крім концертів у Москві, в 1977 році Пугачова гастролює в Ташкенті, Ленінграді, Байконурі, Таллінні, Ризі, Пермі, Іркутську, Житомирі, Сочі, Кіровограді. Концерти в Таллінні приурочені до Днів літератури і мистецтв РРФСР в Естонської РСР. У травні 1977 року Пугачова бере участь у фестивалі «Міжнародна естрадна весна» в Познані (Польща).
У вересні 1977 року у виробництво запускається музичний фільм-мелодрама «Третє кохання», в якому Пугачова грає головну роль — співачку Анну Стрельцову. Згодом за порадою Пугачової назву фільму змінять на «Жінка, що співає» по головній пісні. Спеціально для зйомок в цьому фільмі модельєром В'ячеславом Зайцевим для Пугачової створено вільну сукню-балахон. Цей балахон дозволяє співачці трансформуватися в різні образи — від найкомічніших до найтрагічніших, тим самим створюючи «Театр Алли Пугачової». Пугачова залишає його для своїх концертних виступів. Надалі протягом всієї творчої кар'єри подібного роду сукні будуть однією з її візитних карток, важливою деталлю її сценічного образу.
Скандал на зйомках фільму «Жінка, яка співає».
У травні 1978 року виходить у світ перший сольний студійний альбом Пугачової «Зеркало души». Реліз виданий у вигляді подвійного альбому, але згодом також поширюється і окремими платівками: «Зеркало души-1» і «Зеркало души-2». Альбом складають 16 записів 1975—1977 рр. переважно композитора Олександра Зацепіна, а також три пісні композитора Алли Пугачової (під псевдонімом «Борис Горбонос») і по одній пісні Бориса Ричкова і Марка Мінкова. Наприкінці 1970-х рр. альбом стає одним з таких, що найбільш продаються в СРСР, випускається кілька експортних варіантів альбому зі списком пісень англійською, французькою, іспанською мовами. Крім того, альбом видається за кордоном у Болгарії та Чехословаччини.
Протягом 1977—1978 рр. Пугачова продовжує активно записувати пісні для теле- та кінофільмів. За два роки нею записані пісні до фільмів «Фантазії Веснухіна» (1977; Одеська кіностудія), «Кухар і співачка» (1977; Таджикфільм), «Зоряне літо» (1978; Арменфільм). У червні 1978 Пугачова бере участь у кінопробах на головну роль у сатиричній кінокомедії «Піна», режисером якої є чоловік Пугачової Олександр Стефанович. Незважаючи на те, що худрада стверджує Пугачову на головну роль, Стефанович навмисно знімає її кандидатуру через ризик зруйнувати образ самотньої жінки з дитиною, що створювався протягом двох років в піснях і концертних програмах. Але у фільмі свого чоловіка Пугачова все ж зіграє епізодичну роль співачки на фестивалі.
У першій половині 1978 року Пугачова продовжує активно гастролювати, даючи концерти в СРСР та за його межами: в чехословацькому місті Міловіце для військових Центральної групи військ, в Києві, Одесі, Тольятті, Кизилі, Уфі, Казані, Мінську, Ростові-на-Дону і Волгодонську, Свердловську (нині Єкатеринбург), Таллінні та інших містах Естонії, Бєлгороді, Єревані. Під час концерту в Мінську в травні 1978 року британські продюсери запрошують Пугачову виступити в спільному концерті з Карлосом Сантаной, Джоан Баез та іншими західними зірками в Ленінграді на Двірцевій площі 4 липня 1978 року. Однак цей концерт так і не відбудеться з ідеологічних причин. Влітку 1978 року Пугачова звільняється з Москонцерта, а ВІА «Ритм» — з Харківської філармонії. Створено єдиний колектив на базі Росконцерта, концертним директором Пугачової стає Євгеній Болдін.
У серпні 1978 Пугачова вирушає до польського міста Сопот для участі в міжнародному фестивалі пісні «Інтербачення-78». Вона виступає з піснями "Все можуть королі " та «Сонет Шекспіра № 90». Результатом її виступу стає перемога на фестивалі і тріумф у польської публіки. Їй присуджують гран-прі «Бурштиновий соловей» і вручають грошову премію в розмірі 20 000 злотих, яку Пугачова вирішує передати до фонду будівництва «Міжнародного центру здоров'я дітей». Після повернення з Польщі Пугачова продовжує перервані гастролі в Мінську та Єревані, а в кінці року дає концерти в Пхеньяні і Волгограді.

### 1979—1980: «Жінка, що співає»
У січні 1979 року в московському Театрі естради Пугачова представляє прем'єру концертної програми «Жінка, що співає». До цього концерти Пугачової не мали певної назви, а в афішах писали «Співає Алла Пугачова». Хоча загальний пісенний кістяк програми був складний ще в 1978 році, в ній багато нових пісень. Крім Москви в 1979 році нову концертну програму Пугачова представляє в Челябінську, Волгограді, Ставрополі, П'ятигорську, Кисловодську, Сочі, Донецьку, Харкові, Києві, містах Підмосков'я, Ленінграді, Сімферополі, Ялті, Новосибірську, Кемерово, Костромі. З цією концертною програмою Пугачова виступає не тільки в палацах спорту і концертних залах, а й на стадіонах. Таким чином, концертна програма «Жінка, що співає» є певним промо-туром однойменного фільму.
5 березня 1979 року в прокат виходить фільм «Жінка, що співає», який знімався у 1977—1978 рр. Фільм збирає 54,9 млн глядачів, внаслідок чого в радянському кінопрокаті 1979 року посідає перше місце, а Пугачова за результатами опитування журналу «Радянський екран» стає «Найкращою акторкою року». Після виходу в прокат фільм отримує безліч відгуків та рецензій в радянській кінопресі — як позитивних, так і негативних, і викликає в суспільстві бурхливу полеміку, однак не скільки навколо себе, скільки навколо співачки.
Протягом 1979 року Пугачова 3 рази відвідує НДР, де виступає у збірних концертах і популярних телепрограмах. 5 липня 1979 року в Москві вона дає спільний концерт з Джо Дассеном з нагоди відкриття олімпійської готелю «Космос». 25 серпня 1979 року Пугачова виступає в гала-концерті III міжнародного фестивалю «Інтербачення-79» у Сопоті (Польща) почесною гостею.
Вихід «Арлекіно та інші». Вихід «Піднімись над суєтою», «Чи то ще буде».
У першій половині 1980 року Пугачова продовжує виступи з програмою «Жінка, що співає» в Омську, Баку, Варшаві та інших містах Польщі, Ленінграді. Але через підготовку до зйомок у фільмі «Рецитал» та підготовку нової концертної програми для гостей «Олімпіади-80», Пугачова гастролює відносно мало. У травні 1980 року вона бере участь у пісенному фестивалі «Міжнародна естрадна весна» в Познані (Польща), а також у кількох збірних концертах в рамках «Днів культури СРСР у Польщі».
14 червня 1980 року Пугачова проводить свій останній виступ з ВІА «Ритм». На базі безіменного ансамблю під керівництвом Ю. Шахназарова, а також деяких музикантів, що прийшли з «Ритму», вона організовує групу «Рецитал». 21—25 липня 1980 року в московському Театрі естради співачка дає концерти для іноземних гостей «Олімпіади-80». Ці концерти стають першою спільною роботою Пугачової та гурту «Рецитал», який в подальшому протягом всієї її музичної кар'єри аж до 2010 року буде її акомпануючим колективом.
У серпні 1980 року Пугачова приступає до зйомок в головній ролі в кінофільмі «Рецитал». Режисером фільму виступає чоловік співачки Олександр Стефанович. За сценарним задумом фільм є музичною драмою і розповідає про співачку, яка втрачає голос на піку своєї популярності і вимушена покинути естраду. Однак на початковому етапі зйомок у вересні 1980 року керівництво Мосфільму відсторонює Пугачову від участі в картині. Причиною цього стає скандал, влаштований Пугачовою на знімальному майданчику, коли вона порвала пальто асистентці режисера. Це призводить до розриву відносин між Пугачовою та Стефановичем і подальшого розлучення. Згодом з дещо зміненим сценарієм, іншими піснями і з Софією Ротару в головній ролі фільм вийде в кінопрокат у 1982 році під назвою «Душа».
Після відсторонення Пугачової від зйомок вона найближчі пів року не гастролює в СРСР. У листопаді-грудні 1980 року відбуваються її гастролі в Чехословаччині (в рамках «Днів культури СРСР у Чехословаччині») і в містах ФРН. У Кельні Пугачова бере участь у радіоконцерти WDR в рамках міжнародного музичного фестивалю.
Підготовка до зйомок в «Рециталі» і концертів для гостей "Олімпіади-80 «, внаслідок цього — нечасті гастролі і рідкісні появи Пугачової на центральному телебаченні в 1980 році, позначилися на її популярності. У 1980 році майже не лунали її нові хіти. Пісні, що лунали — „Московський романс“, „Йдучи — йди“, „Коли я піду“, „Як тривожний цей шлях“ не здобули великої популярності у слухачів. З цієї причини вперше за останні 4 роки Пугачова не стає лауреатом всерадянського пісенного фестивалю „Пісня-80“. В цілому, 1980-й виявився важким і переломним у творчому й особистому житті співачки роком, таким що творчо відокремлює „Пугачову 1970-х“ від „Пугачової 1980-х“.

### 1981—1983: Нові співпраці. „Монологи співачки“
- 1981 — закінчила факультет естрадної режисури Державного інституту театрального мистецтва імені А. В. Луначарського.
- Червень 1981 — прем'єра концертної програми „Монологи співачки“ (рос. „Монологи певицы“), як дипломної роботи по закінченню інституту.
- 1983 — початок співпраці з Ігорем Ніколаєвим.

### 1984: „Прийшла і кажу“
- Червень 1984 — прем'єра концертної програми „Прийшла і кажу“ (рос. „Пришла и говорю“).
- кінець 1984 — початок 1985 — зйомки у фільмі „Прийшла і кажу“.
- кінець 1984 — початок співпраці з Юрієм Чернавським.

### 1985—1993: „Молодіжний“ період. Нові образи

#### 1985—1987: „Herreys“, Володимир Кузьмін та Удо Лінденберг
- 11 січня 1985 — присвоєно звання „Заслужений артист СРСР“.
- липень—жовтень 1985 — виступи з концертною програмою „Алла Пугачова представляє…“ (рос. „Алла Пугачёва представляет…“). Спільні концерти з гуртом „Herreys“ (Швеція), Удо Лінденбергом (ФРН), Діном Рідом, гуртом „Bobbysocks“ (Норвегія).
- кінець 1985 — початок співпраці з Володимиром Кузьміним.
- вересень 1986 — концерт у Зеленому Мисі для ліквідаторів аварії на ЧАЕС.
- серпень — „Прибалтійскій“ скандал у Ленінграді. Пугачова на пів року зникла з радіо- та телеефірів.

#### 1988—1993: Сергій Челобанов, створення „Театра пісни“ и „Різдвяних зустрічей“
- 1988 — перші гастролі у США.
- 1988 — створила та очолила театр-студію „Театр Песни“.
- грудень 1988 — прем'єра перших „Різдвяних зустрічей“ у спорткомплексі „Олімпійський“ у Москві.
- 1989—1991 — виступи на стадіонах великих міст з концертною програмою „Молоді Молодим“ (рос. „Молодые молодым“). Згодом концертна програма змінила назву на „Концерти для друзів“ (рос. „Концерты для друзей“)
- 1989 — початок співпраці з Сергієм Челобановим.

### 1994—1996
- 1996 — виступила режисером та постановником сольних концертів Аркадія Укупника „Музика для чоловіків“ (рос. „Музыка для мужчин“).

### 1997—2000: Повернення на сцену: „Вибране“ і „Да“
- 1997 — участь у Євробаченні.
- 1998 — виступи з концертними програмами „Вибране“ (рос. „Избранное“) і „Да!“ (на стадіонах)

### 2001—2006: Тур „Ми приїхали“ та „Фабрика зірок“

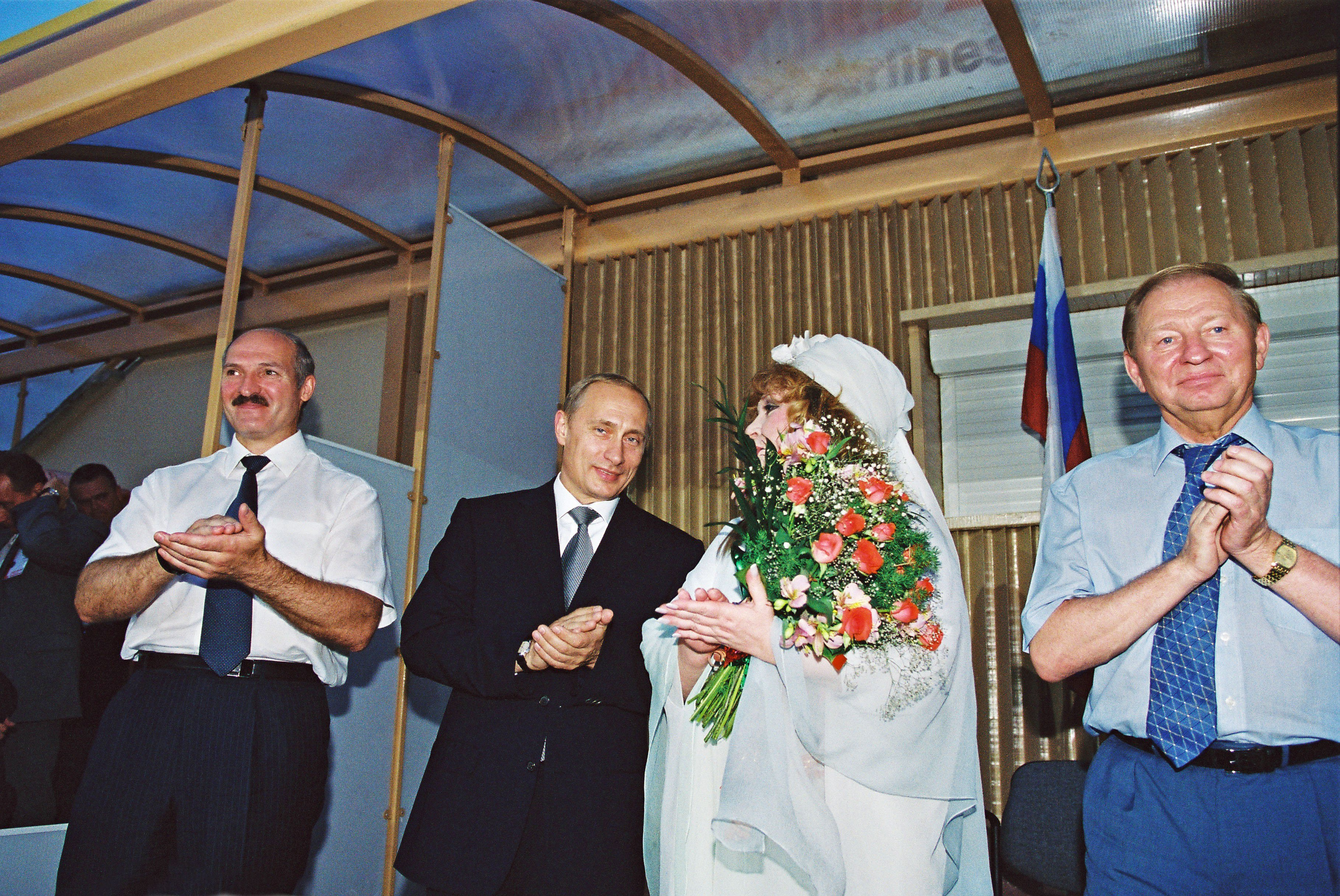
Алла Пугачова та президенти трьох держав — Олександр Лукашенко, Володимир Путін, та Леонід Кучма

- З 2005 року стала організатором фестивалю „Песня года“ спільно з композитором Ігорем Крутим.

### 2007—2010: „Радіо Алла“ і відхід зі сцени
- 2007 — відкриває власну радіостанцію „Алла“, на частоті 98.8 MHz в Москві.
- 2009 — 15 квітня за ініціативою Алли Пугачової закрито єдину всеукраїнську альтернативну рок-радіостанцію „Radio One“, на її хвилях розпочато мовлення радіо „Алла“[11].
- 2009—2010 — прощальний тур „Сны о любви“.
- 22 квітня 2009 — дала концерт в Києві в рамках прощального туру „Сны о любви“. На концерті були присутні прем'єр-міністр України Юлія Тимошенко та посол РФ В. Чорномирдін
- 2009 — 12 грудня організувала в Києві „Різдвяні зустрічі“.

### 2011— по теперішній час: Життя після шоу
- 2011—2012 — художній керівник щорічного Міжнародного музичного фестивалю і пісенного конкурсу виконавців „Crimea Music Fest“ — що проводився у Ялті. Загальний призовий фонд конкурсу — $200 000.

17 квітня 2019 року в Державному Кремлівському Палаці після 10-річної перерви відбувся сольний концерт Алли Пугачової під назвою «PS» . Він був присвячений 70-річному ювілею співачки .
Під час концерту було знято фільм Алла Пугачова. Той самий концерт на 16-міліметрову кіноплівку. Над кіно-версією концерту працювали режисер Тетяна Гуліна, оператор Олексій Купріянов .
Прем'єра картини відбулася 31 жовтня 2019 року в Барнаулі та Благовєщенську. Усього фільм показали у 75 містах Росії .
18 вересня 2022 року Алла Пугачова практично засудила війну Росії проти України. Вона попросила міністерство юстиції Росії оголосити її "іноагентом" слідом за чоловіком Максимом Галкіним, якого за його антивоєнну позицію в РФ включили до списку "іноземних агентів". У заяві Пугачової, опублікованій у соцмережах у неділю, 18 вересня 2022 року йдеться: "Прошу зарахувати мене до лав іноагентів моєї улюбленої країни, бо я солідарна зі своїм чоловіком, чесною, порядною і щирою людиною, справжнім і непідкупним патріотом Росії, який бажає Батьківщині процвітання, мирного життя, свободи слова і припинення загибелі наших хлопців за ілюзорні цілі, які роблять нашу країну ізгоєм та обтяжують життя наших громадян".
29 вересня 2022 року повторно виїхала з дітьми в Ізраїль.

## Родина та особисте життя

### Предки
Прадід з прабабусею Пугачової (Павло і Марія) проживали в Славгородському районі Могильовської області (село Узгорськ). Марія в окрузі була відомою цілителькою і ворожкою, дожила майже до 90 років і померла на ходу, похована в селі Недашево (Могильовська область); Павло помер у віці близько 40 років (похований у селі Узгорськ). У Павла та Марії було 7 дітей, один з яких Михайло — дід Пугачової по батьківській лінії, виходець з Могильовської губернії. Згодом він приїхав до Москви, де і залишився. Там у 1918 році в нього народився син Борис, батько Пугачової. У Михайла була рідна сестра Анастасія, донька якої, Валентина Петрівна Валуєва, є двоюрідною тіткою Пугачової (72 роки на 2009 рік, у 2009 році мешкала в селі Недашево).
По материнській лінії предки Пугачової були вихідцями з Уралу.

### Родичі
- Батько — Борис Михайлович Пугачов (1918 — 30 липня 1982), фронтовик, працював на Талдомський взуттєвій фабриці директором по збуту, грав у народному театрі. У 1963 році він був заарештований і засуджений до трьох років виправних робіт за господарські зловживання, відбув півтора року на роботах у Долгопрудному і був звільнений „за зразкову поведінку“.
- Мати — Зінаїда Архипівна Одєгова (1922 — 22 жовтня 1986), під час війни їздила у складі фронтової концертної бригади, після війни працювала заступницею начальника відділу кадрів заводу. Померла від шостого інфаркту.
- Брат — Євген Борисович Пугачов (7 квітня 1950 — 19 лютого 2011), полковник у відставці. Помер після третього інфаркту.
  - Небіж Артем (нар. 1980).
  - Небіж Владислав (нар. 1986).

### Чоловіки та діти
- 1969—1973 — шлюб з литовським цирковим артистом Міколасом Орбакасом (нар. 16 квітня 1945). У шлюбі офіційно носила прізвище Орбакене, однак в концертах виступала під своїм дошлюбним прізвищем.
  - Донька — Христина Едмундівна Орбакайте (нар. 25 травня 1971).
    - Онук — Микита Володимирович Пресняков (нар. 21 травня 1991).
    - Онук — Дені Русланович Байсаров (нар. 10 травня 1998).
    - Онучка — Клавдія Михайлівна Зємцова (нар. 30 березня 2012 року у США; за московським часом — 31 березня).
- 1977—1981 — шлюб з кінорежисером Олександром Стефановичем (нар. 13 грудня 1944).
- 1985—1993 — шлюб з концертним директором і продюсером Євгеном Болдіним (нар. 13 квітня 1948).
- 1994—2005 — шлюб зі співаком Філіпом Кіркоровим (нар. 30 квітня 1967).
- 2011—дотепер — шлюб з гумористом Максимом Галкіним (нар. 18 червня 1976).
  - Донька — Єлизавета Максимівна Галкіна (нар. 18 вересня 2013), народжена сурогатною матір'ю.
  - Син — Гаррі Максимович Галкін (нар. 18 вересня 2013), народжений сурогатною матір'ю.

Після початку повномасштабної російської агресії проти України емігрувала разом із чоловіком Галкіним і дітьми за кордон.

### Громадянська позиція
Під час розв'язаної Росією війни в Україні Алла Пугачова неодноразово виступала з антивоєнних, гуманістичних позицій, висловлювала підтримку Україні як жертві агресії; „хто не розуміє — той москаль!“. Після повномасштабного вторгнення російської армії в Україну (2022) залишила РФ.

### Політичні погляди
У молодості була членом ВЛКСМ.
У 1998 році підтримала кандидата в губернатори Красноярського краю Валерія Зубова.
З 2005 по 2007 рік входила до складу Громадської палати РФ як представниця загальноросійських об'єднань і займала пост члена комісії з питань соціального розвитку. З'явилася лише на кількох засіданнях.
У вересні 2011 року вступила в партію „Правое дело“ під головуванням Михайла Прохорова і 14 вересня взяла участь у її з'їзді, але після усунення його лідера наступного дня після з'їзду на зустрічі прихильників Михайла Прохорова покинула партію, звинувативши в події Владислава Суркова.
27 жовтня 2012 на позачерговому з'їзді партії „Громадянська платформа“ була затверджена членом федерального цивільного комітету партії.
У березні 2014 року підписала звернення проти цькування Андрія Макаревича за його політичні погляди: підтримку України та виступи проти анексії Криму Росією.

## Дискографія

### Номерні альбоми
Подано оригінальні назви російською мовою.
| №  | Рік  | Назва                          | Тип носія | Лейбл                             | Сингли до альбому              | Посилання |
| -- | ---- | ------------------------------ | --------- | --------------------------------- | ------------------------------ | --------- |
| 1  | 1978 | Зеркало души                   | LP        | Мелодия                           |                                |           |
| 2  | 1979 | Арлекино и другие              | LP        | Мелодия                           | Сто часов счастья (1977)       | [ 27 ]    |
| 3  | 1980 | Поднимись над суетой           | LP        | Мелодия                           | Вот так случилось, мама (1980) | [ 28 ]    |
| 4  | 1980 | То ли ещё будет                | LP        | Мелодия                           |                                |           |
| 5  | 1982 | Как тревожен этот путь         | LP        | Мелодия                           |                                | [ 29 ]    |
| 6  | 1985 | Ах, как хочется жить           | LP        | Мелодия, Балкантон                |                                |           |
| 7  | 1985 | Алла Пугачёва в Стокгольме     | LP        | Мелодия                           |                                | [ 30 ]    |
| 8  | 1986 | Счастья в личной жизни!        | LP        | Мелодия                           |                                |           |
| 9  | 1987 | Пришла и говорю                | LP        | Мелодия                           |                                | [ 31 ]    |
| 10 | 1990 | Алла                           | CD, LP    | Мелодия                           |                                |           |
| 11 | 1991 | Рождественские встречи-91      | LP        | Русский диск                      |                                |           |
| 12 | 1992 | Рождественские встречи-91      | LP        | Русский диск                      |                                |           |
| 13 | 1995 | Не делайте мне больно, господа | CD        | Союз                              |                                |           |
| 14 | 1998 | Да!                            | CD        | Extraphone                        |                                |           |
| 15 | 2002 | Речной трамвайчик              | CD        | Артстудія „Алла“                  |                                |           |
| 16 | 2003 | Живи спокойно, страна!         | CD        | Артстудія „Алла“, Монолит Рекордс |                                |           |
| 17 | 2008 | Приглашение на закат           | CD        | РКФ „Долги наши“                  |                                |           |

### Іноземні альбоми
| Рік  | Назва                                     | Тип носія | Країна          | Лейбл              | Синглы до альбому | Примітка                                                                | Посилання |
| ---- | ----------------------------------------- | --------- | --------------- | ------------------ | ----------------- | ----------------------------------------------------------------------- | --------- |
| 1978 | Огледало на душата                        | LP        | Болгарія, СРСР  | Балкантон, Мелодия |                   | Болгарське видання альбому „Зеркало души“. Тільки для Болгарії          |           |
| 1978 | Alla Pugacheva                            | LP        | Японія          | Victor             |                   |                                                                         |           |
| 1980 | Zrkadlo duše                              | LP        | Чехословаччина  | Opus               |                   | Чехословацьке видання альбому „Зеркало души“. Тільки для Чехословаччини |           |
| 1980 | Huipulla                                  | LP        | Фінляндія, СРСР | Kansan, Мелодия    |                   | Тільки для Фінляндії                                                    |           |
| 1981 | Tähtikesä                                 | LP        | Фінляндія, СРСР | Kansan, Мелодия    |                   | Тільки для Фінляндії                                                    |           |
| 1981 | Alla Pugačova                             | LP        | Чехословаччина  | Supraphon          |                   | Чехословацьке видання альбому „То ли ещё будет“                         |           |
| 1983 | Dávná piseň                               | LP        | Чехословаччина  | Supraphon          |                   |                                                                         |           |
| 1983 | Миллион роз / 百万本のバラ                | LP        | Японія, СРСР    | Victor             |                   | Видавався тільки в Японії                                               |           |
| 1984 | Soviet Superstar. Greatest Hits 1976—1984 | LP        | Швеція          | Track Music        |                   |                                                                         |           |
| 1985 | Soviet Superstar. Greatest Hits vol. 2    | LP        | Фінляндія       | World Record Music |                   |                                                                         |           |
| 1985 | Ах, как хочется жить                      | LP        | Болгарія, СРСР  | Балкантон, Мелодия |                   |                                                                         |           |
| 1985 | Watch Out!                                | LP        | Швеція          | World Record Music |                   |                                                                         |           |
| 1987 | Paromshik                                 | LP        | Фінляндія       | World Record Music |                   |                                                                         |           |
| 1988 | Миллион роз / 百万本のバラ                | CD        | Японія, СРСР    | Victor             |                   | Перевидання японського альбому 1983 року                                |           |
| 1997 | ALLA PUGACHEVA                            | CD        | Корея           | Orange Popular     |                   |                                                                         |           |
| 2000 | Ałła Pugaczowa                            | CD        | Польща          | A & A Music Ltd    |                   | Польське видання альбому „Не делайте мне больно, господа“               |           |
| 2004 | Ałła Pugaczowa                            | CD        | Польща          | Tonpress           |                   | Перевидання альбому 2000 року                                           |           |

## Фільмографія

### У кадрі
Жирним виділено ті фільми, в яких Пугачова грала головні ролі.

| Рік  |    | Українська назва                      | Оригінальна назва                    | Роль                                             |
| ---- | -- | ------------------------------------- | ------------------------------------ | ------------------------------------------------ |
| 1976 | кф | Ансамбль невдах                       | Ансамбль неудачников                 | камео, виконує пісню «Арлекіно»                  |
| 1978 | ф  | Жінка, що співає                      | Женщина, которая поёт                | Анна Стрєльцова                                  |
| 1979 | ф  | Піна                                  | Пена                                 | співачка на фестивалі                            |
| 1979 | тф | Бабусі надвоє сказали...              | Бабушки надвое сказали...            | камео                                            |
| 1983 | ф  | Любов'ю за любов                      | Любовью за любовь                    | співачка, виконує пісню «Сонет Шекспіра № 40»    |
| 1985 | ф  | Прийшла і кажу                        | Пришла и говорю                      | Алла Пугачова                                    |
| 1985 | ф  | Сезон чудес                           | Сезон чудес                          | таксистка                                        |
| 1997 | тф | Старі пісні про головне 2             | Старые песни о главном 2             | колишня мешканка дому                            |
| 1998 | тф | Старі пісні про головне 3             | Старые песни о главном 3             | молода співачка, що сподобалася Ельдару Рязанову |
| 2001 | тф | Старі пісні про головне. Постскриптум | Старые песни о главном. Постскриптум | роль                                             |
| 2004 | тф | За двома зайцями                      | За двумя зайцами                     | Тоня Коровяк                                     |
| 2007 | тф | Королівство кривих дзеркал            | Королевство кривых зеркал            | Примадонна                                       |
| 2010 | ф  | Лускунчик                             | Nutcracker, The                      | Королева щурів / Фрау Ева (дубляж)               |

## Нагороди та звання
СРСР та Росія:
- 1980 — „Заслужений артист РРФСР“ (8 липня 1980)
- 1985 — „Народний артист РРФСР“ (11 січня 1985)
- 1991 — „Народний артист СРСР“ (20 грудня 1991) — „за великі заслуги в розвитку радянського естрадного та сценічного мистецтва“
- 1995 — Державна премія Російської Федерації в області естрадного мистецтва — „за концертні програми останніх років“. Вручена Борисом Єльциним 29 травня 1995 року.
- 1999 — Орден «За заслуги перед Вітчизною» II ступеня — „за великий внесок у розвиток вітчизняного музичного мистецтва“. Вручений Борисом Єльциним 15 квітня 1999 року на честь її 50-річчя.
- 2009 — Орден «За заслуги перед Вітчизною» III ступеня — „за великий внесок у розвиток вітчизняного естрадного мистецтва і багаторічну творчу діяльність“. Вручений Дмитром Медведєвим 15 квітня 2009 року на честь її 60-річчя.
- 2014 — Орден «За заслуги перед Вітчизною» IV ступеня (17 квітня 2014)— „за великий внесок у розвиток вітчизняної культури та естрадного мистецтва“. Вручений Володимиром Путіним на честь її 65-річчя[32].

Білорусь:
- 2006 — Премія Президента Білорусі „Через мистецтво до миру і розуміння“. Вручена Президентом Білорусі Олександром Лукашенком 7 липня 2006 року.

Азербайджан:
- 2009 — Орден „Дружба“. Вручений Президентом Азербайджану Ільхамом Алієвим 4 вересня 2009 року.

Вірменія:
- 2009 — Орден Святого Месропа Маштоца. Вручений Президентом Вірменії Сержем Саргсяном 26 вересня 2009 рік.

## У масовій культурі

### Пародії
У випуску № 15 багатосерійного мультиплікаційного фільму „Ну, постривай“ (1985) Заєць у сценічному образі Алли Пугачової виконує зі сцени „будинку культури“ пародійну пісню на музику шлягеру „Айсберг“.